# Lasioglossum pachyacanthum
Lasioglossum pachyacanthum là một loài Hymenoptera trong họ Halictidae. Loài này được Cockerell mô tả khoa học năm 1937.